# Тютюнницька сільська рада
Тютю́нницька сільська́ ра́да — адміністративно-територіальна одиниця та орган місцевого самоврядування в Корюківському районі Чернігівської області. Адміністративний центр — село Тютюнниця.

## Загальні відомості
Тютюнницька сільська рада утворена у 1924 році.
05.02.1965 Указом Президії Верховної Ради Української РСР передано сільради: Олександрівську та Тютюнницьку Менського району до складу Щорського району.
- Територія ради: 69,626 км²
- Населення ради: 892 особи (станом на 2001 рік)

## Населені пункти
Сільській раді підпорядковані населені пункти:
- с. Тютюнниця
- с. Костючки
- с. Кугуки
- с. Самсонівка
- с. Сахутівка

## Склад ради
Рада складається з 12 депутатів та голови.
- Голова ради: Кучеренко Леонід Анатолійович
- Секретар ради: Ткаченко Світлана Василівна

### Керівний склад попередніх скликань
| Прізвище, ім'я, по батькові   | Основні відомості                                                             | Дата обрання | Дата звільнення |
| ----------------------------- | ----------------------------------------------------------------------------- | ------------ | --------------- |
| Кучеренко Леонід Анатолійович | Сільський голова, 1957 року народження, освіта середня загальна, безпартійний | 26.03.2006   | 31.10.2010      |
| Кучеренко Леонід Анатолійович | Сільський голова, 1957 року народження, освіта середня загальна, безпартійний | 31.10.2010   |                 |

Примітка: таблиця складена за даними сайту Верховної Ради України

### Депутати
За результатами місцевих виборів 2010 року депутатами ради стали:

#### За суб'єктами висування
| Суб'єкт висування | Кількість обраних депутатів | %    |
| ----------------- | --------------------------- | ---- |
| Партія регіонів   | 10                          | 83,3 |
| Самовисування     | 2                           | 16,7 |

#### За округами
| № округу        | Прізвище, ім'я, по батькові      | Дата визнання обраним | Освіта             | Партійна приналежність | Відомості про обраного депутата                                         |
| --------------- | -------------------------------- | --------------------- | ------------------ | ---------------------- | ----------------------------------------------------------------------- |
| Партія регіонів |                                  |                       |                    |                        |                                                                         |
| 1               | Ткаченко Світлана Василівна      | 04.11.2010            | середня спеціальна | член Партії регіонів   | Тютюнницька сільська рада, секретар                                     |
| 3               | Васько Дмитро Сергійович         | 04.11.2010            | вища               | член Партії регіонів   | ВСК ім. Горького, лікар ветеринарної дисципліни                         |
| 4               | Ковтунович Оксана Вікторівна     | 04.11.2010            | середня            | член Партії регіонів   | Тютюнницький сільський клуб, завідувачка                                |
| 5               | Радченко Ірина Василівна         | 04.11.2010            | середня спеціальна | член Партії регіонів   | магазин, завідувачка                                                    |
| 6               | Клименко Любов Леонідівна        | 04.11.2010            | середня спеціальна | член Партії регіонів   | Тютюнницька сільська рада, техпрацівник                                 |
| 8               | Ковтунович Валентина Анатоліївна | 04.11.2010            | середня спеціальна | член Партії регіонів   | М-н «Діоніс» с. Сахутівка, продавець                                    |
| 9               | Береснева Людмила Петрівна       | 04.11.2010            | середня            | член Партії регіонів   | Магазин с. Сахутівка, продавець                                         |
| 10              | Береснев Сергій Вікторович       | 04.11.2010            | вища               | член Партії регіонів   | Корюківський ЦЕЗ № 4, електромонтер                                     |
| 11              | Тищенко Тетяна Іванівна          | 04.11.2010            | вища               | член Партії регіонів   | Сахутівська загальноосвітня школа І-ІІ ст., вчитель фізичного виховання |
| 12              | Капітан Світлана Петрівна        | 04.11.2010            | вища               | член Партії регіонів   | Корюківський ДНЗ «Веселка», головний бухгалтер                          |
| Самовисування   |                                  |                       |                    |                        |                                                                         |
| 2               | Ткаченко Юлія Володимирівна      | 15.11.2010            | середня спеціальна | позапартійна           | Корюківська ЦРЛ, акушер                                                 |
| 7               | Олешко Зоя Федорівна             | 04.11.2010            | вища               | позапартійна           | пенсіонер                                                               |